# La farfalla impazzita/Strano
La farfalla impazzita/Strano è il 96° singolo di Johnny Dorelli, pubblicato in Italia su vinile a 45 giri dalla CGD (catalogo N 9673).

## I brani

### La farfalla impazzita
La farfalla impazzita è un brano scritto da Mogol (testo ) e Lucio Battisti (musica), presentato al Festival di Sanremo 1968 dallo stesso Dorelli – reduce dal grande successo avuto l'anno prima con L'immensità – in abbinamento con Paul Anka. Il brano viene proposto durante la seconda serata, venendo eliminato dopo la prima doppia esecuzione.

### Strano
Strano è la canzone pubblicata sul lato B del disco. Autori lo stesso Dorelli, che ha firmato la musica con il suo vero nome Giorgio Guidi, e Bruno Pallesi. Il brano è una Bossa Nova (riccorrente nelle composizioni di Dorelli), che impreziosisce il singolo, probabilmente schiacciando qualitativamente la canzone sanremese di Battisti, comunque ben strutturata, ma non comparabile a questa perla del compositore milanese. Inoltre Dorelli, forse orgoglioso dell'ottimo brano lo inserì nel 1972 come lato B del singolo Clair.

## Tracce

### Lato A
1. La farfalla impazzita (Festival di Sanremo 1968) – 3:28 (testo: Mogol – musica: Lucio Battisti; edizioni musicali Fama/El' & Chris)

### Lato B
1. Strano – 2:19 (testo: Bruno Pallesi – musica: Giorgio Guidi; edizioni musicali Ivana)